# オコツナイ岳
オコツナイ岳（オコツナイだけ）は、北海道島牧村にある狩場山地の標高1,170.4 mの山である。

## 概要
山頂の南西側斜面にはオコツナイ沼がある。北側の山腹にはオコツナイ沼がある。日本海へと流れるオコツナイ川、第二オコツナイ川、小田西川の源流となる山である。山の斜面は北西の日本海に達して、海岸線には国道229号が通る。

## 登山
- 登山道はなく、南側の尾根沿いに狩場山茂津多コースが通るのみである。

## 周辺の山
- 狩場山